# Cleorodes obliterata
Cleorodes obliterata là một loài bướm đêm trong họ Geometridae.